# مینا مارکوویچ
مینا مارکوویچ (زاده ۲۳ نوامبر ۱۹۸۷) یک کوهنورد حرفه ای بازنشسته است. او عمدتاً در مسابقات سنگ‌نوردی فعال بود و در جام جهانی و مسابقات قهرمانی جهان در رشته‌های بولدرینگ و سرعت نوردی شرکت کرد.
مارکوویچ مسابقات را در سال ۲۰۰۱ آغاز کرد و در جام جوانان اروپا در سنگ‌نوردی سربی و همچنین مسابقات قهرمانی جوانان جهان در شهر ایمست شرکت کرد که در آن مسابقات در رتبه پنجم و در سنگ‌نوردی سرعت قرار گرفت. در سال ۲۰۰۴، مارکوویچ رقابت در رده بزرگسالان را در جام جهانی سنگ‌نوردی آغاز کرد. او در سال ۲۰۰۶ در دو مرحله از آن مسابقات موفق به کسب یک مدال نقره و یک مدال برنز شد. در سپتامبر ۲۰۰۹، در راک مستر در آرکو، پس از آنجلا ایتر، دوم شد.